# La Nouaye
La Nouaye (bretonisch: Lanwaz) ist eine französische Gemeinde mit 357 Einwohnern (Stand: 1. Januar 2022) im Département Ille-et-Vilaine in der Region Bretagne; sie gehört zum Arrondissement Rennes und zum Kanton Montfort-sur-Meu. Die Einwohner werden Lanoysiens genannt.

## Geographie
La Nouaye liegt etwa 22 Kilometer westnordwestlich von Rennes. Der Garun, ein Nebenfluss des Meu, fließt durch die Gemeinde. Umgeben wird La Nouaye von den Nachbargemeinden Bédée im Norden und Osten sowie Iffendic im Süden und Westen.

## Bevölkerungsentwicklung
| 1962                       | 1968 | 1975 | 1982 | 1990 | 1999 | 2006 | 2012 |
| -------------------------- | ---- | ---- | ---- | ---- | ---- | ---- | ---- |
| 125                        | 121  | 107  | 201  | 202  | 236  | 254  | 329  |
| Quellen: Cassini und INSEE |      |      |      |      |      |      |      |

## Sehenswürdigkeiten
Siehe auch: Liste der Monuments historiques in La Nouaye
- Kirche Saint-Hubert aus dem 15. Jahrhundert
- Großkreuz auf dem Friedhof

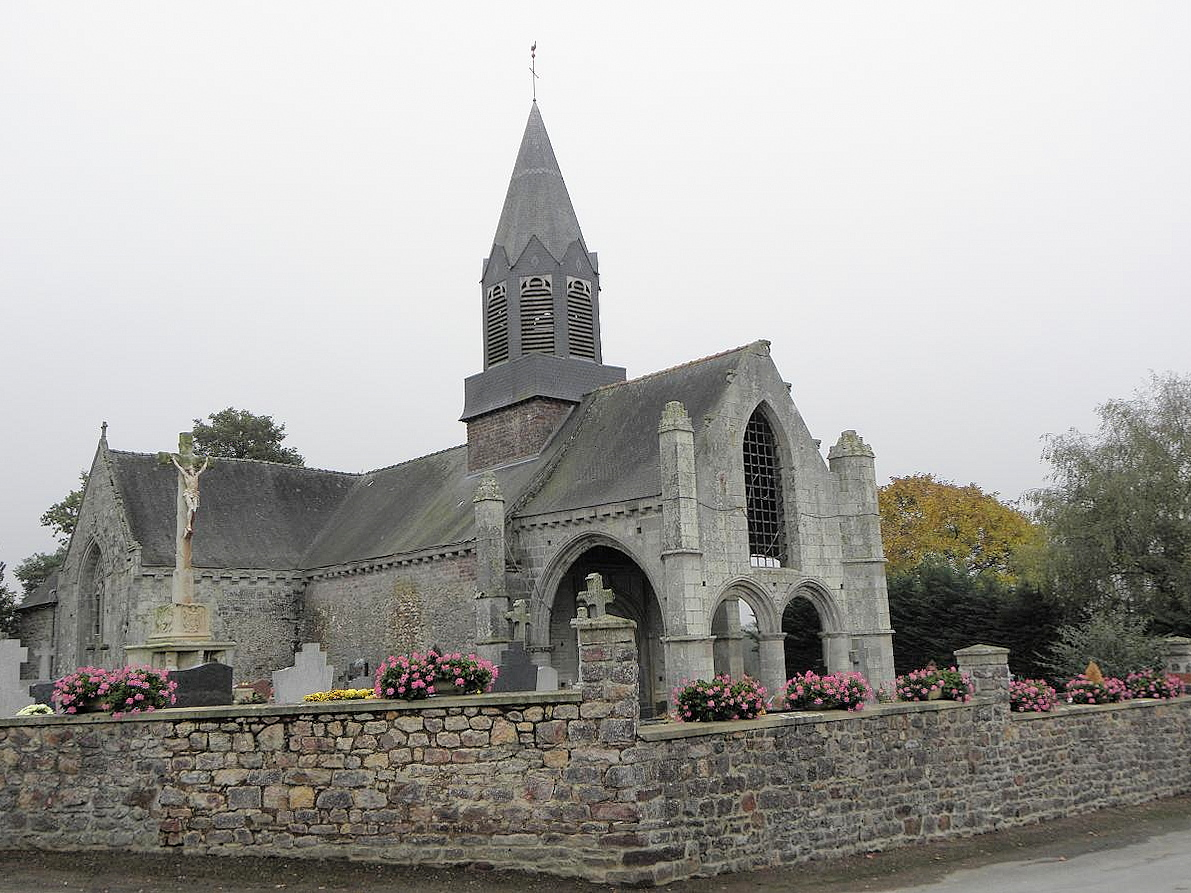
Kirche Saint-Hubert
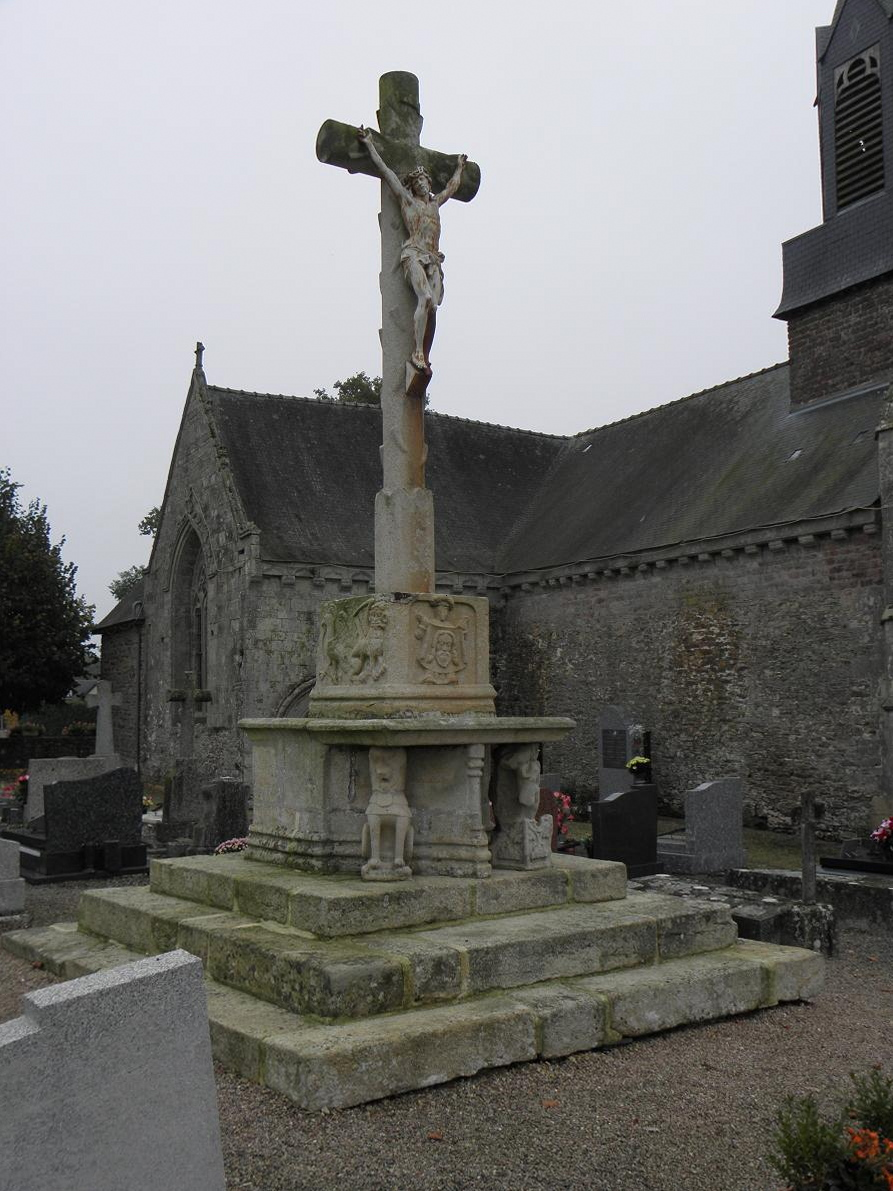
Friedhofskreuz